# Chionaema additicia
Chionaema additicia là một loài bướm đêm thuộc phân họ Arctiinae, họ Erebidae.